# Tityos
Tityos sau Tityus (greacă Τιτυός) a fost un gigant din mitologia greacă.

## Povestea

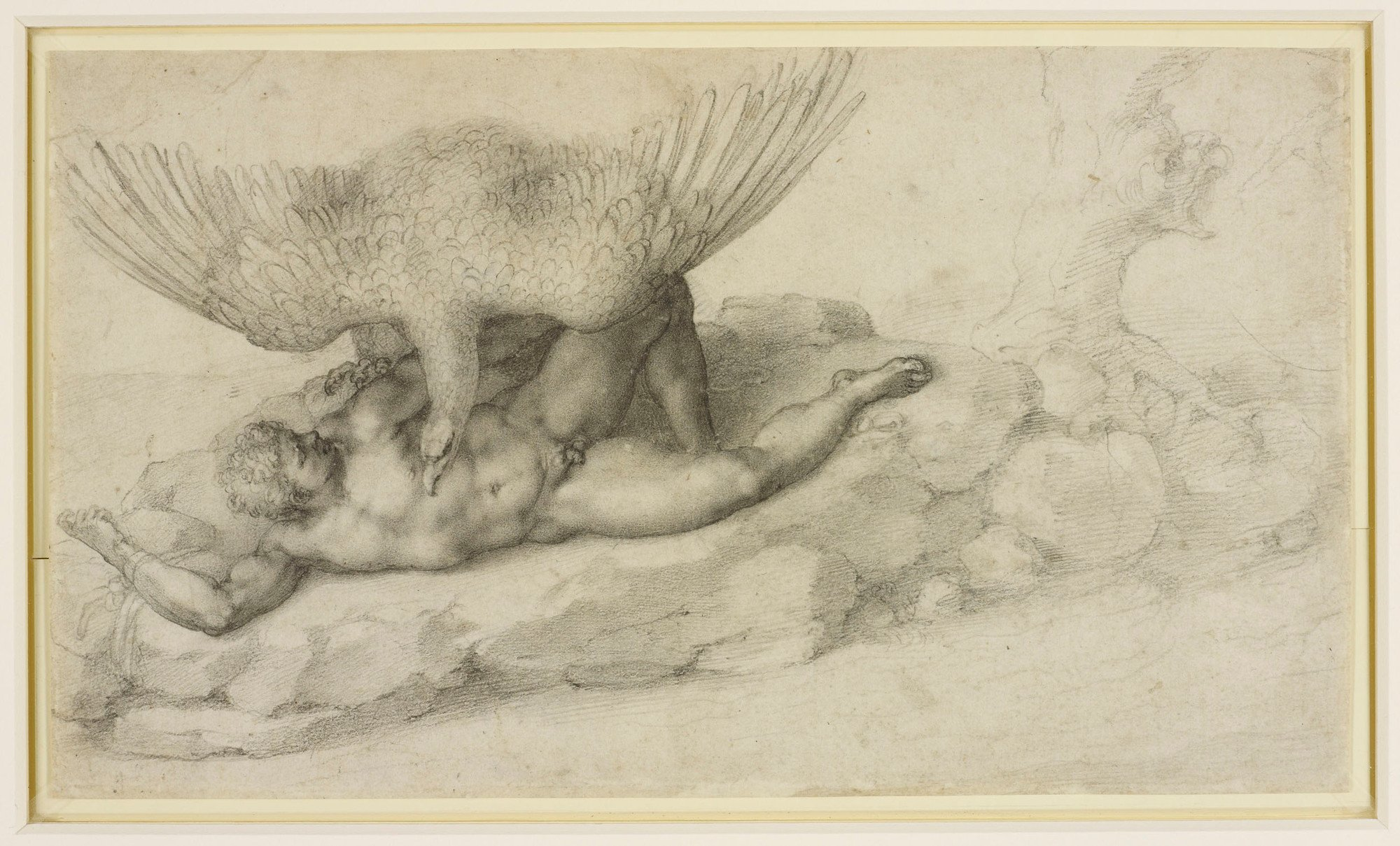
Michelangelo, Pedepsirea lui Tityus, c. 1532

Tityos a fost fiul lui Elara; tatăl său a fost Zeus. Zeus a ascuns pe Elara de la soția lui, Hera, prin plasarea ei în adâncul pământului. Tityos a crescut atât de mare încât a despicat pântecele mamei sale, și a fost purtat până la termen de Gaia, Pământul. O dată crescut, Tityos a încercat să violeze pe Leto la porunca Herei. Ulterior, el a fost ucis de Artemis și Apollo. Drept pedeapsă, el a fost întins în Tartar și torturat de către doi vulturi care s-au hrănit pe ficat, care a crescut din nou în fiecare noapte. Această pedeapsă este comparabilă cu cea a Titanului Prometeu.
Jane Ellen Harrison a notat că, "Pentru adoratorul ortodox al Olimpienilor, el era cel mai rău dintre criminali; așa cum Homer l-a știut":
L-am văzut și pe Tityus,
fiul puternicei Zeițe Pământ—întins acolo
pe terenul întins peste nouă acri—doi vulturi
cocoșați pe fiecare parte a lui, săpând în ficatu-i,
scormonind cu ciocurile adânc în sacul de sânge, și el cu mâinile frenetice
nu putea să-i bată nicicând, pentru că el târâse o dată 
pe celebra consoartă a lui Zeus, în toată gloria ei,
Leto, înfilând drumul ei spre creasta lui Pytho
peste minunatele inele de dans ale lui Panopeus".

## Linkuri externe
- Tityos gravat de N. Beatrizet din colecția De Verda